# عزلة الفتايات عند البلوغ
عزلة الفتايات عند البلوغ يتم ممارستها في المجتمعات حول العالم، خصوصًا قبل أوائل القرن العشرين. في مثل هذه الثقافات، يمثل بلوغ الفتيات تعقيدا أكثر عن الأولاد وذلك بسبب الحيض، قدرة الفتاة علي الحمل، خاصة وأن هناك أفكار كثيرة حول طقوس التطهير المتعلقة بالقوة المقدسة للدم. 
هذه المجتمعات تمارس العديد من طقوس العبور، والتي بدأت تفقد الكثير من أشكالها الأصلية أو تختفي تماما مع ظهور الاتجاهات الحديثة مثل التصنيع.